# Francisco Borges de Barros
 Francisco Borges de Barros (Santo Amaro (Bahia), 22 de março de 1882 — Salvador, 14 de fevereiro de 1935) foi um historiador, advogado, escritor e  funcionário público 
brasileiro, imortal da cadeira número 7 da Academia de Letras da Bahia, presidente do Arquivo Público do Estado da Bahia, fundador e primeiro Grão Mestre da Loja Maçônica do Estado da  Bahia (GLEB) 

    

## Biografia
Filho do Coronel Antônio Joaquim Borges de Barros e de dona Maria Josephina Borges de Barros, descendência paterna do Visconde da Pedra Branca e materna do Visconde dos Farias. Era casado com Flávia Borges de Barros, e com esta tiveram uma única filha . 
Advogado por formação exerceu diversos cargos. Foi diretor do Arquivo Público , onde teve a oportunidade de escrever vários livros e artigos em revistas, sobre assuntos históricos. 
Foi presidente da Associação dos Funcionários  e secretário no governo de  José Joaquim Seabra . 
Ocupou a cadeira nº 7 da Academia de Letras da Bahia, cujo patrono era José da Silva Lisboa (visconde de Cairu) . 
Primeiro Grão-Mestre da Grande Loja Simbólica da Bahia, aclamada em sessão de 22 de maio de 1927 
O historiador Francisco Borges de Barros foi um dos principais idealizadores do Museu de Arte da Bahia e foi nomeado seu primeiro diretor, permanecendo à frente da instituição até 1930, período em que acumulou também o cargo de diretor do Arquivo Público. 
Morreu em Salvador em 14 de fevereiro de 1935. . A Loja Maçônica Francisco Borges de Barros nº 137 de Pesquisas e Estudos Maçônicos da GLEB é assim denominada em sua homenagem. 